# Khúc côn cầu trên cỏ tại Đại hội Thể thao Đông Nam Á 2015
Khúc côn cầu trên cỏ tại Đại hội Thể thao Đông Nam Á 2015 được tổ chức tại Sân vận động Khúc côn cầu Sengkang, Singapore từ ngày 6 đến 13 tháng 6 năm 2015. Huy chương được trao tại giải đấu dành cho cả nam và nữ.

## Quốc gia tham dự
Tổng cộng có 144 vận động viên đến từ 5 quốc gia sẽ tranh tài ở môn khúc côn cầu trên cỏ tại Đại hội Thể thao Đông Nam Á 2015:
- Indonesia (18)
- Malaysia (36)
- Myanmar (18)
- Singapore (36)
- Thái Lan (36)

## Lịch thi đấu
Sau đây là lịch thi đấu của giải đấu khúc côn cầu trên cỏ:
| VL | Vòng sơ loại | B | Trận play-off tranh hạng 3 | CK | Chung kết |

| ND↓/Ngày → | Thứ 7 6/6 | CN 7/6 | Thứ 2 8/6 | Thứ 3 9/6 | Thứ 4 10/6 | Thứ 5 11/6 | Thứ 6 12/6 | Thứ 6 12/6 | Thứ 7 13/6 | Thứ 7 13/6 |
| ---------- | --------- | ------ | --------- | --------- | ---------- | ---------- | ---------- | ---------- | ---------- | ---------- |
| Nam        | VL        |        | VL        |           | VL         |            |            |            | B          | CK         |
| Nữ         | VL        | VL     |           | VL        |            |            | B          | CK         |            |            |

## Danh sách huy chương
| Nội dung     | Vàng | Bạc | Đồng |
| ------------ | --- | --- | --- |
| Giải đấu Nam | Malaysia (MAS) · Adi Fazri Ab Rahim · Ashran Hamsani · Husaini Mohd Husin · Omar Firdaus · Nor Azrul Abdul Rahman · Najib Abu Hassan · Airman Nik Rozemi · Azwar Abdul Rahman · Sufi Ismat Rohul · Abdul Khaliq Hamirin · Norsyafiq Sumantri · Amirol Aideed · Rafizul Ezry Mustafa · Syafiq Syed · Mazhans Christi · Aminudin Mohd Zain · Najmi Farizal Jazlan · Ridzwan Azmi | Singapore (SIN) · Suresh A. · Nur Iszuan Adon · Haseef Salim · Farhan Kamsani · Enrico Marican · Jaspal Singh · Karleef Abdullah · Mohd Saifulnizam · Nur Ashriq Zulkepli · Silas Noor · Timothy Goh · Ishwarpal Singh · Johnson Sivalingam · Baqir Asali · Tan Yi Ru · Sabri Yuhari · Muhd Faris · Abdul Hafiz                                                                         | Myanmar (MYA) · Kyaw Soe Hling · Soe Lin Aung · Thura Kyaw · Zar Ni · Thant Zin Oo · Hein Min Zaw · Than Htut Win · Thein Htike Oo · Thet Htwe · Thein Htike Aung · Tun Tun Win · Ko Wai · Nyein Chan Aung · Thet Paing Tun · Aye Myint Ko · Kyaw Kyaw Khing · Sit Nyein Aye · Aung Myo Thu |
| Giải đấu Nữ  | Malaysia (MAS) · Farah A. Yahya · Nurul N. Mansur · Noor H. Md Ali · Raja Shabuddin · Siti Noor Ruhani · Juliani Mohamad Din · Norbaini Hashim · Siti Shahida Saad · Hanis N. Onn · Noorain Mohd Arshad · Nurul Mat Isa · Siti Rahmah Othman · Fazilla Sylvester · Siti Noor Zainordin · Wan N. Md Saiuti · Rabiatul A. Mohamed · Surizan Awang Noh · Fatin Mahd Sukri         | Thái Lan (THA) · Jesdaporn Tongsun · Prapassorn Khuiklang · Salocha Losakul · Kanyanut Nakpolkrung · Sirikwan Wongkaew · Benjamas Bureewan · Tikhamporn Sakunpithak · Kanya Jantapet · Chantree Yungyuen · Yanisa Pimsan · Sukanya Ritngam · Boonta Duang-Urai · Supansa Samanso · Panadda Krumram · Anongnat Piresram · Kornkanok Sanpoung · Siraya Yimkrajang · Praphatsorn Khamsaeng | Singapore (SIN) · Lam Xin Ni · Luo Ying Ying · Tam Wan Ting · Chen Yixin · Nursabrina Banuh · Tiffany Ong · Emily Chan · Ivy Chan · Chua Xinni · Rhys Wong · Ho Puay Ling · Joan Anne Lim · Syasya Rifqah Sanip · Toh Limin · Nur Syaheeza Jefri · Laura Tan · Eunice Teng · Felissa Lai    |

## Bảng tổng sắp huy chương
| Hạng               | Đoàn               | Vàng | Bạc | Đồng | Tổng số |
| ------------------ | ------------------ | ---- | --- | ---- | ------- |
| 1                  | Malaysia (MAS)     | 2    | 0   | 0    | 2       |
| 2                  | Singapore (SIN)    | 0    | 1   | 1    | 2       |
| 3                  | Thái Lan (THA)     | 0    | 1   | 0    | 1       |
| 4                  | Myanmar (MYA)      | 0    | 0   | 1    | 1       |
| Tổng số (4 đơn vị) | Tổng số (4 đơn vị) | 2    | 2   | 2    | 6       |

## Giải đấu Nam

### Vòng sơ loại
| VT | Đội           | ST | T | H | B | BT | BB | HS | Đ | Giành quyền tham dự   |
| -- | ------------- | -- | - | - | - | -- | -- | -- | - | --------------------- |
| 1  | Malaysia      | 3  | 3 | 0 | 0 | 9  | 1  | +8 | 9 | Tranh huy chương vàng |
| 2  | Singapore (H) | 3  | 1 | 1 | 1 | 6  | 5  | +1 | 4 | Tranh huy chương vàng |
| 3  | Myanmar       | 3  | 1 | 1 | 1 | 4  | 4  | 0  | 4 | Tranh huy chương đồng |
| 4  | Thái Lan      | 3  | 0 | 0 | 3 | 1  | 10 | −9 | 0 | Tranh huy chương đồng |

| 6 tháng 6 năm 2015 15:00 |

| Malaysia | 3–0     | Thái Lan |
| -------- | ------- | -------- |
|          | Báo cáo |          |

|  |

| 6 tháng 6 năm 2015 19:30 |

| Singapore | 1–1     | Myanmar |
| --------- | ------- | ------- |
|           | Báo cáo |         |

|  |

| 8 tháng 6 năm 2015 17:00 |

| Thái Lan | 1–3     | Myanmar |
| -------- | ------- | ------- |
|          | Báo cáo |         |

|  |

| 8 tháng 6 năm 2015 19:15 |

| Singapore | 1–4     | Malaysia |
| --------- | ------- | -------- |
|           | Báo cáo |          |

|  |

| 10 tháng 6 năm 2015 17:00 |

| Malaysia | 2–0     | Myanmar |
| -------- | ------- | ------- |
|          | Báo cáo |         |

|  |

| 10 tháng 6 năm 2015 19:15 |

| Thái Lan | 0–1     | Singapore |
| -------- | ------- | --------- |
|          | Báo cáo |           |

|  |

### Vòng tranh huy chương

#### Tranh huy chương đồng
| 13 tháng 6 năm 2015 16:00 |

| Myanmar | 5–1     | Thái Lan |
| ------- | ------- | -------- |
|         | Báo cáo |          |

|  |

#### Tranh huy chương vàng
| 12 tháng 6 năm 2015 18:30 |

| Malaysia         | 2–2     | Singapore        |
| ---------------- | ------- | ---------------- |
|                  | Báo cáo |                  |
| Loạt luân lưu    |         |                  |
| {{{penalties1}}} | 4–3     | {{{penalties2}}} |

|  |

### Bảng xếp hạng cuối cùng
1. Malaysia
2. Singapore
3. Myanmar
4. Thái Lan

## Giải đấu Nữ

### Vòng sơ loại
| VT | Đội           | ST | T | H | B | BT | BB | HS  | Đ | Giành quyền tham dự   |
| -- | ------------- | -- | - | - | - | -- | -- | --- | - | --------------------- |
| 1  | Malaysia      | 3  | 3 | 0 | 0 | 16 | 1  | +15 | 9 | Tranh huy chương vàng |
| 2  | Thái Lan      | 3  | 2 | 0 | 1 | 10 | 4  | +6  | 6 | Tranh huy chương vàng |
| 3  | Singapore (H) | 3  | 1 | 0 | 2 | 1  | 8  | −7  | 3 | Tranh huy chương đồng |
| 4  | Indonesia     | 3  | 0 | 0 | 3 | 1  | 15 | −14 | 0 | Tranh huy chương đồng |

| 6 tháng 6 năm 2015 15:30 |

| Thái Lan | 9–0     | Indonesia |
| -------- | ------- | --------- |
|          | Báo cáo |           |

|  |

| 6 tháng 6 năm 2015 17:15 |

| Malaysia | 7–0     | Singapore |
| -------- | ------- | --------- |
|          | Báo cáo |           |

|  |

| 7 tháng 6 năm 2015 17:00 |

| Thái Lan | 0–4     | Malaysia |
| -------- | ------- | -------- |
|          | Báo cáo |          |

|  |

| 7 tháng 6 năm 2015 19:15 |

| Singapore | 1–0     | Indonesia |
| --------- | ------- | --------- |
|           | Báo cáo |           |

|  |

| 9 tháng 6 năm 2015 17:00 |

| Malaysia | 5–1     | Indonesia |
| -------- | ------- | --------- |
|          | Báo cáo |           |

|  |

| 9 tháng 6 năm 2015 19:15 |

| Singapore | 0–1     | Thái Lan |
| --------- | ------- | -------- |
|           | Báo cáo |          |

|  |

### Vòng tranh huy chương

#### Tranh huy chương đồng
| 12 tháng 6 năm 2015 16:00 |

| Singapore | 1–0     | Indonesia |
| --------- | ------- | --------- |
|           | Báo cáo |           |

|  |

#### Tranh huy chương vàng
| 12 tháng 6 năm 2015 18:30 |

| Malaysia | 3–1     | Thái Lan |
| -------- | ------- | -------- |
|          | Báo cáo |          |

|  |

### Bảng xếp hạng cuối cùng
1. Malaysia
2. Thái Lan
3. Singapore
4. Indonesia